# Jelle Jolles
Jelle Jolles (Den Haag, 10 april 1949) is een Nederlands psycholoog gespecialiseerd in psychologie bij/voor kinderen (tieners). Hij was tussen 1985 en 2018 hoogleraar neuropsychologie. 
Hij is zoon van het echtpaar J. Jolles en kunstenares Charlotte Gyr (1925-1999); haar borstbeeld van Cruys Voorbergh staat in het Nederlands Kostuummuseum. Broer Wibout Jolles was bedreven in de schietsport en deed in de categorie snelvuurpistool mee aan de Olympische Zomerspelen 1980 in Moskou in de tijd dat hij een studie geneeskunde deed aan de universiteit van Utrecht. Zelf is Jelle Jolles sinds 1976 getrouwd; het echtpaar heeft een dochter en zoon.
Een deel van zijn jeugd bracht hij door in Jakarta (1956-1959), maar groeide op in de Haagse Bomen- en Bloemenbuurt.  Tussen 1962 en 1968 doorliep hij het Gymnasium Haganum in zijn geboortestad.  Het ging niet zonder horten en stoten, want zijn cijferreeks in de tweede klas was ruim onder de maat en leraren vonden dat hij een eigenlijk een stap terug moest doen. De schooldirecteur zag echter voldoende reden hem op het gymnasium te houden. Al in die tijd deed hij allerlei scheikunde proefjes, waarbij er één danig uit de hand liep. Hij was rookwolken aan het maken, die verdacht op een (aanstaande) ramp leken, dat de gemeentepolitie kwam kijken. Hij kreeg alleen een waarschuwing; hij wilde (immers) chemicus worden. 
Aansluitend ging hij studeren aan de Universiteit Utrecht, alwaar hij in 1975 afstudeerde in neurochemie.  Al tijdens deze studie vatte hij in 1972 hij doctoraal studies aan op de vakgebieden neuropsychologie en cognitieve psychologie, die hij in 1976 afrondde.  In die laatste periode studeerde hij ook nog filosofie aan die universiteit.  In 1980 promoveerde hij aan Universiteit Utrecht op hersengedrag. 
Tussen 1985 en 2009 was hij hoogleraar neuropsychologie aan de Universiteit Maastricht en gaf er leiding aan een leerpoli.  In 2009 stapte hij over naar de Vrije Universiteit Amsterdam voor hetzelfde vak in combinatie met “educational neuropsychology”.  Gedurende zijn hoorleraarschap schreef hij twee gerenommeerde boeken over de kinderpsychologie: Ellis en het verbreinen (2010) en Het tienerbrein: over de adolescent tussen biologie en omgeving (2017). Ongeveer midden in de tussenliggende periode werd hij benoemd tot universiteitshoogleraar aan de VU. Gedurende zijn werk schreef hij talloze publicaties over het kinderbrein en adviseerde hij (overheids)instellingen. Hij is voorstander van een brede ontwikkeling van het kind, dat in aanvulling op hetgeen waar de omgeving en ouders op aansturen. 
In 2018 legde hij zijn functies neer (emeritaat) en startte een adviespraktijk op onder de naam NeuroPsy (Centrum Brein en Leren).  Tevens kwam het werk: Leer je kind kennen: over ontplooiing, leren, denken en het brein (2020).  